# Youssef Ben Sellam
Youssef Ben Sellam (en arabe : يوسف بن سلام), né le 16 août 2000 à Flessingue (Pays-Bas), est un joueur international marocain de futsal.

## Biographie
Youssef Ben Sellam naît à Flessingue aux Pays-Bas dans une famille marocaine arrivée dans les années 1980 en provenance de Dchar Tigart, près d'Imzouren au nord du Maroc. Il est le frère cadet de Karim Ben Sellam, également joueur actif de futsal aux Pays-Bas.

### En club
Il fait ses débuts professionnels dans le club de sa ville natale, au Groene Ster Vlissingen. En avril 2020, il atteint la finale de la Coupe des Pays-Bas de futsal après avoir battu le Futsal Apeldoorn sur une victoire de 3-4.
Au cours de la saison 2021-2022, il évolue comme gardien titulaire avec Futsal Rotterdam en Eredivisie Futsal. Le 10 décembre 2021, il marque un but exceptionnel, décrit par la presse néerlandaise comme un "but à la Messi", lors d’un match de championnat contre HV Veerhuys (victoire 7-3).
Le 10 février 2022, il s'engage pour une saison au Svarog Futsal en Tchéquie. Il termine la saison en tant que vice-champion de la première division.
Après des passages chez les Tigers Roermond et FT Borgerhout, il retourne le 19 juin 2023 au Groene Ster Vlissingen, où il signe un contrat de deux saisons sous la direction de l’entraîneur Hoessein Bouzambou.
Mais il n'y reste finalement qu'une saison, puisque le 19 avril 2024 il change de club pour s'engager avec le FC Eindhoven. Le 29 novembre 2024, il inscrit un but contre le premier du championnat, Tigers Roermond (match nul, 3-3).

### Carrière internationale

#### Équipe des Pays-Bas
En 2019, il est convoqué pour la première fois avec l'équipe des Pays-Bas des moins de 19 ans et participe à l'Euro 2019.
En octobre 2019, il est appelé pour la première fois en équipe nationale néerlandaise de futsal. Il s'entraîne avec l'équipe A, mais ne fait pas encore ses débuts. Le 14 septembre 2020, il commence officiellement sa carrière internationale avec l'équipe de futsal des Pays-Bas lors d'un match contre l'Allemagne (victoire 3-1).

#### Équipe du Maroc
Après sa période avec les Pays-Bas, Youssef Ben Sellam décide de représenter définitivement le Maroc. En novembre 2021, il joue pour la première fois avec l'équipe U23 du Maroc. À propos de cette convocation, Youssef déclare : « J'étais à l'école quand j'ai appris cette bonne nouvelle. » Pendant cette même période, lors d'un stage préparatoire, il est invité par Hicham Dguig, sélectionneur de l'équipe A du Maroc, à s'entraîner avec les seniors. À ce sujet, il raconte : « Il y avait une barrière linguistique. Ils parlent uniquement arabe et je parle seulement berbère et anglais. Mais ils m'ont vraiment bien accueilli. » En avril 2024, il remporte avec l'équipe U23 du Maroc le tournoi international de futsal au Viêt Nam,.
Il est convoqué pour la première fois avec l'équipe nationale marocaine lors d'un stage d'entraînement à Bahreïn, à Manama. Il dispute son premier match lors de la première des deux rencontres amicales contre l'équipe de Bahreïn.
Le 8 septembre 2023, Hicham Dguig annonce la sélection pour une double confrontation amicale contre l'Argentine et un match contre le Danemark, incluant Youssef Ben Sellam aux côtés des gardiens Abdelkrim Anbia, Mohamed Nessis et Mohammed Cheridou.
Lors de la Coupe du monde 2024, qui se déroule du 14 septembre au 6 octobre en Ouzbékistan, il joue son premier match officiel avec le Maroc en entrant en jeu contre le Portugal lors de la dernière journée de la phase de groupes. Il atteint les quarts de finale du tournoi, où le Maroc s'incline 4-1 face au Brésil, qui sera couronné champion du monde.

#### Kings League
En janvier 2025, Youssef Ben Sellam participe à la Kings League World Cup avec le Maroc et atteint les demi-finales de la compétition, où il s'incline sur le score de 2-1,.

## Style de jeu
Youssef Ben Sellam a toujours joué au poste de gardien de but dans les clubs par lesquels il est passé. À l'aise défensivement dans les face à face, Ben Sellam qui a un bon jeu de pieds, a la capacité également d'aider ses coéquipiers dans les phases offensives et peut parfois jouer en tant que power-play.

## Statistiques

### En sélection marocaine
Le tableau suivant liste les rencontres de l'équipe du Maroc auxquelles Youssef Ben Sellam a pris part depuis le 2 mars 2022 :

## Palmarès

### En club
Groene Ster Vlissingen
- Coupe des Pays-Bas :
  - Finaliste : 2018-2019

 Svarog Futsal
- Championnat de Tchéquie :
  - Vice-champion : 2021-2022

 FC Eindhoven
- Championnat des Pays-Bas :
  - Vice-champion : 2024-2025

### En sélection
Maroc -23 ans (1)
- Vainqueur du Tournoi international du Vietnam 2024

### Distinctions individuelles
- 2019 : Meilleur talent de l'Eredivisie de la saison[21]